# Polochion moine
Philemon diemenensis
Espèce
Statut de conservation UICN

 LC  : Préoccupation mineure
Le Polochion moine (Philemon diemenensis) est une espèce d'oiseaux de la famille des Meliphagidae.
Il est endémique de Nouvelle-Calédonie.